# 高本彩花
高本彩花（日语：／ Takamoto Ayaka */?，1998年11月2日—）是日本女藝人，為女子偶像團體日向坂46前成員，神奈川縣出身，目前為自由身。同時是時尚雜誌《JJ》專屬和《andGIRL》常規模特兒。2016年以平假名櫸坂46一期生身分出道。2024年7月31日自日向坂46畢業。

## 經歷
2016年5月8日，通過平假名櫸坂46（今日向坂46）一期生徵選。5月11日，並在SHOWROOM直播中首次披露。
2017年3月，從高中畢業。10月至12月，參演由平假名櫸坂46第1期生主演的深夜電視劇《Re:Mind》，也是首次出演電視劇。
2019年2月14日，宣布擔任女性時尚雜誌《JJ》專屬模特兒，並於同月23日發售的4月號開始登場。3月27日發行的日向坂46第1張單曲《心動了》的收錄曲《Footsteps》中首次擔任歌曲的Center。
2022年3月14日，開設個人Instagram帳號。
2023年3月7日，宣布成為當日發行復刊號的時尚雜誌《andGIRL》的常規模特兒。
2024年3月5日，於日向坂46官網的個人部落格中宣布將於第11張單曲的活動結束後畢業。6月18日，發行首本個人寫真集《在我的記憶中》（僕の記憶の中で），於大溪地和東京拍攝。以1.8萬銷量取得Oricon公信榜書籍週榜寫真集及綜合部門第1位。7月4日，於Pacifico橫濱舉行的「11th Single 平假名日向坂46 LIVE」的最終日公演中舉辦畢業典禮。7月7日，參加日向坂46第11張單曲《你是蜜瓜》的線上個別見面會，此為她以日向坂46成員身分參加的最後一場活動。7月8日，於日向坂46的冠名節目《在日向坂見面吧》中舉辦高本的畢業環節，節目最後由主持人奧黛麗給與畢業證書，也是最後一次出演該節目。7月31日，正式從日向坂46畢業。8月31日，高本位於日向坂46官方網站內的個人部落格正式關閉。
2025年4月1日，宣布以自由身重新開始演藝活動，並開設個人官方粉絲俱樂部「Ayacheri Land」。

## 人物
暱稱為Takēmoto（たけもと）、Takē-chan（たけちゃん）、Otakē（おたけ）、AyaCherry（あやちぇり）；其中「Otakē」這個暱稱原為平假名櫸坂46時代的冠名節目《平假名推》中，由主持人之一、搞笑二人組奧黛麗成員若林正恭獨自取的外號（あだ名），後來成為高本最被常用的暱稱。
關於成為偶像藝人的契機，原本個人不是憧憬演藝圈事物的類型，但在高中2年級時觀賞AKB48集團成員共同演出的《馬路須加學園》時，對劇中參演的松井玲奈著迷（當時松井為SKE48在籍），抱持著「如果是偶像藝人的話也許就能見到松井玲奈了」的理由，報名了櫸坂46（漢字櫸坂46）的第1期生徵選但落敗；後來審視自己如果成為偶像藝人該有的樣子，再度挑戰約半年後舉辦的平假名櫸坂46成員（第1期生）徵選，終於成功入選成為偶像藝人而踏入演藝圈。

### 嗜好
喜歡的食物是魚類、青椒肉絲。特技是高中時代學習的弓道、以及聞味道便可辨識（日向坂46的）成員。

### 日向坂46相關
自平假名櫸坂46時代與潮紗理菜、加藤史帆、佐佐木久美、齊藤京子組成5人企劃小隊「Lima Cantik」（りまちゃんちっく）。喜歡的平假名櫸坂46歌曲為《男性朋友》、《夏色的穆勒鞋》。
在日向坂46的冠名節目《在日向坂見面吧》上，與同團成員小坂菜緒被戲稱為主持人若林正恭「偏心」（贔屓）的對象，並成為節目的梗之一。

## 演唱歌曲
標註「★」符號者，表示該首歌曲有拍攝MV。

### 單曲選拔樂曲
日向坂46
|      | 發行日期       | 單曲名稱              | 參與歌曲名稱              | 名義           | 收錄於 | MV | 備註                     |
| ---- | -------------- | --------------------- | ------------------------- | -------------- | ------ | -- | ------------------------ |
| 1st  | 2019年03月27日 | 心動了                | 心動了                    |                | 全版本 | ★  | A面曲                    |
| 1st  | 2019年03月27日 | 心動了                | JOYFUL LOVE               |                | 全版本 | ★  |                          |
| 1st  | 2019年03月27日 | 心動了                | Footsteps                 | 淺草姊妹       | Type-B | ★  | Center                   |
| 1st  | 2019年03月27日 | 心動了                | 滑到耳邊的淚水            | （1期生）      | Type-A |    |                          |
| 1st  | 2019年03月27日 | 心動了                | 悸動草                    |                | Type-C | ★  |                          |
| 2nd  | 2019年07月17日 | Do Re Mi Sol La Si Do | Do Re Mi Sol La Si Do     |                | 全版本 | ★  | A面曲                    |
| 2nd  | 2019年07月17日 | Do Re Mi Sol La Si Do | 狐狸                      |                | 全版本 | ★  |                          |
| 2nd  | 2019年07月17日 | Do Re Mi Sol La Si Do | My god                    | （1期生）      | Type-A |    |                          |
| 3rd  | 2019年10月02日 | 如此喜歡你可以嗎？    | 如此喜歡你可以嗎？        |                | 全版本 | ★  | A面曲                    |
| 3rd  | 2019年10月02日 | 如此喜歡你可以嗎？    | 真正的時間                |                | 全版本 | ★  |                          |
| 3rd  | 2019年10月02日 | 如此喜歡你可以嗎？    | 媽媽的洋裝                | Lima Cantik    | Type-C | ★  |                          |
| 3rd  | 2019年10月02日 | 如此喜歡你可以嗎？    | 川流不止息                |                | 通常盤 |    |                          |
| 4th  | 2020年02月19日 | 才沒這回事呢          | 才沒這回事呢              |                | 全版本 | ★  | A面曲                    |
| 4th  | 2020年02月19日 | 才沒這回事呢          | 青春之馬                  |                | 全版本 | ★  |                          |
| 4th  | 2020年02月19日 | 才沒這回事呢          | 喜歡的意思是…             | （1期生）      | Type-A |    |                          |
| 5th  | 2021年05月26日 | 只有你最強            | 只有你最強                |                | 全版本 | ★  | A面曲                    |
| 5th  | 2021年05月26日 | 只有你最強            | 聲音的足跡                |                | 全版本 | ★  |                          |
| 5th  | 2021年05月26日 | 只有你最強            | 怎麼辦？怎麼辦？怎麼辦？  | （1期生）      | Type-C | ★  |                          |
| 5th  | 2021年05月26日 | 只有你最強            | 巨大的夢想壓垮了我        |                | 通常盤 |    |                          |
| 6th  | 2021年10月27日 | 話說                  | 話說                      |                | 全版本 | ★  | A面曲                    |
| 6th  | 2021年10月27日 | 話說                  | 無論多少次無論多少次      |                | 全版本 | ★  |                          |
| 6th  | 2021年10月27日 | 話說                  | 意想不到的雙虹            |                | Type-A |    |                          |
| 6th  | 2021年10月27日 | 話說                  | 夢想到幾歲?               | 彩芽醬         | Type-B | ★  |                          |
| 6th  | 2021年10月27日 | 話說                  | 傷停補時                  |                | 通常盤 |    |                          |
| 7th  | 2022年06月01日 | 我這種人              | 我這種人                  |                | 全版本 | ★  | A面曲                    |
| 7th  | 2022年06月01日 | 我這種人              | 飛機雲的形成理由          |                | 全版本 | ★  |                          |
| 7th  | 2022年06月01日 | 我這種人              | 深夜的懺悔大會            | （1期生）      | Type-C | ★  |                          |
| 7th  | 2022年06月01日 | 我這種人              | 不知不覺被愛著            |                | 通常盤 |    |                          |
| 8th  | 2022年10月26日 | 星月共舞的Midnight    | 星月共舞的Midnight        |                | 全版本 | ★  | A面曲                    |
| 8th  | 2022年10月26日 | 星月共舞的Midnight    | HEY！OHISAMA！            |                | 全版本 |    |                          |
| 8th  | 2022年10月26日 | 星月共舞的Midnight    | 一生一次的夏天            |                | 通常盤 |    |                          |
| 9th  | 2023年04月19日 | One choice            | One choice                |                | 全版本 | ★  | A面曲                    |
| 9th  | 2023年04月19日 | One choice            | 戀愛逃之夭夭              |                | 全版本 | ★  |                          |
| 9th  | 2023年04月19日 | One choice            | 愛唯我擁有                | （1期生）      | Type-A |    | 與東村芽依共同擔任Center |
| 9th  | 2023年04月19日 | One choice            | 朋友啊 是夜空中第一顆星星 |                | 通常盤 | ★  |                          |
| 10th | 2023年07月26日 | Am I ready?           | Am I ready?               |                | 全版本 | ★  | A面曲                    |
| 10th | 2023年07月26日 | Am I ready?           | 接觸與感情                |                | Type-A |    |                          |
| 10th | 2023年07月26日 | Am I ready?           | 充滿骨架的暑假            | （1期生）      | Type-B |    |                          |
| 10th | 2023年07月26日 | Am I ready?           | 玻璃窗髒了                |                | 通常盤 | ★  |                          |
| 11th | 2024年05月08日 | 你是蜜瓜              | 手持不會生鏽的劍！        | 平假名日向坂46 | 全版本 | ★  |                          |
| 11th | 2024年05月08日 | 你是蜜瓜              | 緊隨我後                  |                | 通常盤 | ★  |                          |

平假名櫸坂46
| 發行日期       | 歌名                 | 名義                | 收錄於                       | MV | 備註 |
| -------------- | -------------------- | ------------------- | ---------------------------- | -- | ---- |
| 2016年08月10日 | 平假名櫸             | 平假名櫸坂46        | 櫸坂46《世界上只有愛》通常盤 |    |      |
| 2016年11月30日 | 跳得比誰都還高！     | 平假名櫸坂46        | 櫸坂46《兩人季節》Type-B     | ★  |      |
| 2017年04月05日 | W-KEYAKIZAKA之詩     | 櫸&平假名櫸坂組     | 櫸坂46《不協和音》全版本     | ★  |      |
| 2017年04月05日 | 穩定交往中           | 平假名櫸坂46        | 櫸坂46《不協和音》Type-D     | ★  |      |
| 2017年10月25日 | 依然要前進           | 平假名櫸坂46第1期生 | 櫸坂46《就算風吹》全版本     | ★  |      |
| 2017年10月25日 | NO WAR in the future | 平假名櫸坂46        | 櫸坂46《就算風吹》Type-B     |    |      |
| 2018年03月07日 | 看著當下             | 平假名櫸坂46第1期生 | 櫸坂46《打破玻璃！》Type-B   | ★  |      |
| 2018年08月15日 | 快樂氛圍             | 平假名櫸坂46        | 櫸坂46《矛盾心理》Type-B     | ★  |      |
| 2019年02月27日 | 想對你說的話         | 平假名櫸坂46        | 櫸坂46《黑羊》全版本         | ★  |      |
| 2019年02月27日 | 擁抱你               | 平假名櫸坂46        | 櫸坂46《黑羊》Type-B         |    |      |

### 專輯選拔樂曲
日向坂46
|     | 發行日期       | 專輯名稱   | 參與歌曲名稱              | 名義      | 收錄於 | 備註 |
| --- | -------------- | ---------- | ------------------------- | --------- | ------ | ---- |
| 1st | 2020年09月23日 | HINATAZAKA | 心機小可愛                |           | 全版本 | ★    |
| 1st | 2020年09月23日 | HINATAZAKA | 跳得比誰都還高！2020      |           | Type-A |      |
| 1st | 2020年09月23日 | HINATAZAKA | 日向坂                    |           | Type-A |      |
| 1st | 2020年09月23日 | HINATAZAKA | NO WAR in the future 2020 |           | Type-B |      |
| 1st | 2020年09月23日 | HINATAZAKA | 不顧一切地                |           | Type-B |      |
| 1st | 2020年09月23日 | HINATAZAKA | My fans                   |           | Type-B |      |
| 1st | 2020年09月23日 | HINATAZAKA | 約定之卵 2020             |           | 通常盤 |      |
| 2nd | 2023年11月08日 | 脈動的感情 | 你從零變為一吧            |           | 全版本 | ★    |
| 2nd | 2023年11月08日 | 脈動的感情 | 最初的白晝                | （1期生） | Type-A |      |

平假名櫸坂46
|     | 發行日期       | 專輯名稱   | 參與歌曲名稱             | 名義        | 收錄於 | 備註 |
| --- | -------------- | ---------- | ------------------------ | ----------- | ------ | ---- |
| 1st | 2018年06月20日 | 起跑的瞬間 | 沒有期待的自己           |             | 全版本 | ★    |
| 1st | 2018年06月20日 | 起跑的瞬間 | 萬聖節的南瓜破了         | Lima Cantik | Type-A |      |
| 1st | 2018年06月20日 | 起跑的瞬間 | 約定之卵                 |             | Type-A |      |
| 1st | 2018年06月20日 | 起跑的瞬間 | 來到夏天的邊界線         | （1期生）   | Type-B |      |
| 1st | 2018年06月20日 | 起跑的瞬間 | 像車輪摩擦般哭泣的你     |             | Type-B |      |
| 1st | 2018年06月20日 | 起跑的瞬間 | 到底是誰強迫這樣的排隊？ | （1期生）   | 通常盤 |      |
| 1st | 2018年06月20日 | 起跑的瞬間 | 平假名的戀愛             |             | 通常盤 |      |

櫸坂46
|     | 發行日期       | 專輯名稱 | 參與歌曲名稱         | 名義            | 收錄於 | 備註 |
| --- | -------------- | -------- | -------------------- | --------------- | ------ | ---- |
| 1st | 2017年07月19日 | 抹黑純真 | 沉默的戀人啊         | Lima Cantik     | Type-A |      |
| 1st | 2017年07月19日 | 抹黑純真 | 太陽不會選擇抬頭的人 | 櫸&平假名櫸坂組 | Type-A |      |
| 1st | 2017年07月19日 | 抹黑純真 | 永遠的白線           | 平假名櫸坂46    | Type-B |      |

## 演出

### 電視劇
- Re:Mind（2017年10月20日－12月29日，東京電視台）：飾演 高本彩花[8]
- DASADA系列（日本電視台）：飾演 希星（マホぽよ）[40]
  - DASADA（2020年1月16日 －3月19日）[41]
  - DASADA ～迎向未來的倒數計時～（DASADA 〜未来へのカウントダウン〜；2020年7月2日－9月10日）[42]
- 聲春！（2021年4月29日－7月1日，日本電視台）：飾演 春風千鶴枝（春風ちずえ）[43]

### 電視綜藝
- LOVE it!（日语：ラヴィット!）（；2021年6月1日－7月27日，TBS電視台）- 月值常規出演／週二[44][45]

### 活動
- GirlsAward
  - Rakuten GirlsAward 2018 AUTUMN／WINTER（2018年9月16日，幕張展覽館）[46]
  - Rakuten GirlsAward 2019 SPRING／SUMMER（2019年5月18日，幕張展覽館）[47]
  - Rakuten GirlsAward 2019 AUTUMN／WINTER（2019年9月28日，幕張展覽館）[48]
  - Rakuten GirlsAward 2022 SPRING／SUMMER（2022年5月14日，幕張展覽館）[49]
  - Rakuten GirlsAward 2023 SPRING／SUMMER（2023年5月4日，國立立代代木競技場第一體育館）[50]
  - Rakuten GirlsAward 2023 AUTUMN／WINTER（2023年9月30日，幕張展覽館）[51]
- 東京女孩展演
  - Mynavi presents 第27回 Tokyo Girls Collection 2018 AUTUMN／WINTER（2018年9月1日，埼玉超級競技場）[52]
  - TGC KITAKYUSHU 2018 by TOKYO GIRLS COLLECTION（2018年10月6日，西日本綜合展示場）[53]
  - SDGs推進 TGC 靜岡 2019 by TOKYO GIRLS COLLECTION（2019年1月12日，Twin Messe靜岡）[54]
  - Mynavi presents 第28回 Tokyo Girls Collection 2019 SPRING／SUMMER（2019年3月30日，橫濱體育館）[55]
  - TGC KUMAMOTO 2019 by TOKYO GIRLS COLLECTION（2019年4月20日，熊本產業展示場）[56]
  - TGC TOYAMA 2019 by TOKYO GIRLS COLLECTION（2019年7月27日，富山市綜合體育館）[57]
  - Mynavi presents 第29回 Tokyo Girls Collection 2019 AUTUMN／WINTER（2019年9月7日，埼玉超級競技場）[58]
  - TGC KITAKYUSHU 2019 by TOKYO GIRLS COLLECTION（2019年10月5日，西日本綜合展示場新館）[59]
  - SDGs推進 TGC 靜岡 2020 by TOKYO GIRLS COLLECTION（2020年1月11日，Twin Messe靜岡）[60]
  - 第30回 Mynavi Tokyo Girls Collection 2020 SPRING / SUMMER（2020年2月29日，國立代代木競技場第一體育館）[61]
  - 第31回 Mynavi Tokyo Girls Collection 2020 AUTUMN / WINTER ONLINE（2020年9月5日，埼玉超級競技場）[62]
  - 第32回 Mynavi Tokyo Girls Collection 2021 SPRING / SUMMER（2021年2月28日，國立代代木競技場第一體育館）[63]
  - 第33回 Mynavi Tokyo Girls Collection 2021 AUTUMN / WINTER（2021年9月4日，埼玉超級競技場）[64]
  - 第34回 Mynavi Tokyo Girls Collection 2022 SPRING / SUMMER（2022年3月21日，國立代代木競技場第一體育館）[65]
  - 第35回 Mynavi Tokyo Girls Collection 2022 AUTUMN / WINTER（2022年9月3日，埼玉超級競技場）[66]
  - SDGs推進 TGC 靜岡 2023 by TOKYO GIRLS COLLECTION（2023年1月14日，Twin Messe靜岡）[67]
  - 第36回 Mynavi Tokyo Girls Collection 2023 SPRING / SUMMER（2023年3月4日，國立代代木競技場第一體育館）[68]
- 殘美 THE ROOM 最後的選擇（2019年7月31日－8月11日，澀谷HIKARIE）[69]
- 讀賣巨人隊 vs 中日龍 開球儀式（2019年9月3日，新潟縣立棒球場）[70]

## 書籍

### 寫真集
- 在我的記憶中（僕の記憶の中で；2024年6月18日，光文社）[71][72]

### 雜誌連載
- JJ（2019年2月14日－，光文社） - 專屬模特兒[3]
- an・an（日语：an・an）「美容的坂道攀登隊」（Magazine House）
  - （2021年10月6日－2021年12月22日）[73]
  - （2022年2月22日－2024年7月6日）[74][75]
- andGIRL（2023年3月7日－，主婦之友社）- 常規模特兒[4]

## 外部鏈結
- Ayacheri Land - 高本彩花官方粉絲俱樂部（日語）
- 高本彩花的Instagram帳戶（2022年3月14日－）（日語）
- 高本彩花的X（前Twitter）（2025年3月30日－）（日語）
- 高本彩花的TikTok（2025年4月1日－）（日語）

日向坂46時期
- 日向坂46個人介紹頁（日語）
- 高本彩花 官方部落格 - 日向坂46官方網站（2016年8月2日－2024年8月31日）（日語）
- 日向坂46高本彩花1st写真集【公式】的X（前Twitter）（2024年4月19日－）（日語）
- 日向坂46高本彩花1st写真集【公式】的Instagram帳戶（2024年4月19日－）（日語）
- 高本 彩花（日向坂46）的SHOWROOM專頁（页面存档备份，存于）（日語）